# 临江林业局
临江林业局是一个位于中华人民共和国吉林省临江市的类似乡级单位，亦是中国吉林森林工业集团所属的一个林业局。
临江林业局始建于1946年，前身是通化利华林木公司临江分公司，是新中国第一个森林工业局。现有林区总人口4.3万人。地处吉林省东南部，长白山西南麓，鸭绿江北岸，与朝鲜民主主义人民共和国隔江相望。辖区总经营面积172874公顷，有林地面积168043公顷，活立木总蓄积25902702立方米，森林覆盖率为97.21%。

## 行政区划
临江林业局下辖以下单位：
东小山林场、西小山林场、柳树河林场、大西林场、柳毛河林场、金山林场、桦树林场、闹枝林场、贾家营林场。